# Lorenzo Tomatis
(Tuttoscienze - La Stampa n° 1196, 7 settembre 2005)
Lorenzo Tomatis, detto Renzo (Sassoferrato, 2 gennaio 1929 – Lione, 21 settembre 2007), è stato un oncologo ed epidemiologo italiano.
Noto ai più come Direttore, dal 1982 fino al 1993, della prestigiosa Agenzia Internazionale per le Ricerche sul Cancro di Lione (IARC) in Francia, è stato anche fondatore, nel 1967, delle Monografie dello IARC che valutano le sostanze cancerogene.

## Biografia
Laureato in medicina all'università di Torino nei primi anni '50, dopo sei anni di lavoro come medico in Italia, e dopo un lungo contatto con giovanissimi pazienti ammalati di leucemia, scoraggiato dall'ambiente accademico locale, inizia a Chicago, negli Usa, una brillante carriera di oncologo e di epidemiologo. Viene considerato uno dei più illustri esperti di prevenzione primaria dei tumori nel mondo.
(Renzo Tomatis, Storia naturale del ricercatore. Il mondo della ricerca visto dall'interno, Milano, Garzanti, 1985, p. 34.)
Oltre alla principale attività di ricercatore, con oltre trecentocinquanta lavori fin dagli anni '50 , precorrendo i tempi sulla cancerogenesi chimica come causa del cancro, si è reso noto per l'impegno in sociologia della scienza, sulle cause della cosiddetta fuga di cervelli dall'Italia.
Triestino d'adozione, per la sua permanenza nella città fin dall'infanzia, dal 1996 al 1998 è stato direttore scientifico dell'ospedale infantile di Trieste "Burlo Garofolo".
La sua ultima attività riguarda i rischi sanitari di origine ambientale. La sua vasta e pluriennale esperienza nel settore del rischio lo ha spinto ad assumere posizioni piuttosto nette su alcuni argomenti .
(Incenerire i rifiuti resta una follia - Corriere di Forlì, 23 aprile 2007)
Al 21 settembre 2007 era Presidente del Consiglio Scientifico International Society of Doctors for the Environment - ISDE, presente anche come Associazione Medici per l'Ambiente - ISDE Italia.

## Opere

### Generalista
- Il laboratorio - Einaudi, 1965
- La ricerca illimitata - Feltrinelli, 1974
- Visto dall'interno - Garzanti, 1981
- Storia naturale del ricercatore. Il mondo della ricerca visto dall'interno - Garzanti, 1985
- La rielezione - Sellerio, 1996
- Il fuoriuscito - Sironi editore, 2005
- L'ombra del dubbio - Sironi editore, 2007
- La grande tela, in Tutti i numeri sono uguali a cinque - Springer, 2007

### Principali pubblicazioni scientifiche
1. Tomatis L, Della Porta G, Shubik P. Urinary bladder and liver cell tumors induced in hamsters with o-aminoazotoluene. Cancer Res. 1961;21:1513–1517.
2. Tomatis L, Terracini B, Shubik P. Effect of a single application of croton oil in skin carcinogenesis. Proc Soc Exp Biol Med. 1962;109:18–20.
3. Tomatis L. Studies in subcutaneous carcinogenesis with implants of glass and Teflon in mice. Acta Unio Int Contra Cancrum. 1963;19:607–611.
4. Tomatis L, Magee PN, Shubik P. Induction of liver tumors in the Syrian golden hamster by feeding dimethylnitrosamine. Journal of the National Cancer Institute. 1964;33:341–345.
5. Tomatis L. Increased incidence of tumors in F1 and F2 generations from pregnant mice injected with a polycyclic hydrocarbon. Proc Soc Exp Biol Med. 1965;119:743–747.
6. Tomatis L, Cefis F. The effects of multiple and single administration of dimethyl-nitrosamine to hamsters. Tumori. 1967;53(5):447–451.
7. Tomatis L, Goodall CM. The occurrence of tumours in F1, F2, and F3 descendants of pregnant mice injected with 7,12-dimethylbenz(a)anthracene. Int J Cancer. 1969;4(2):219–225.
8. Tomatis L, Turusov V, Terracini B, Day N, Barthel WF, Charles RT, et al. Storage levels of DDT metabolites in mouse tissues following long term exposure to technical DDT. Tumori. 1971;57(6):377–396.
9. Tomatis L, Partensky C, Montesano R. The predictive value of mouse liver tumour induction in carcinogenicity testing—a literature survey. Int J Cancer. 1973;12(1):1–20.
10. Tomatis L, Turusov V, Charles RT, Boicchi M. Effect of long-term exposure to 1,1-dichloro-2,2-bis(p-chlorophenyl)ethylene, to 1,1-dichloro-2,2-bis(p-chlorophenyl)ethane, and to the two chemicals combined on CF-1 mice. Journal of the National Cancer Institute. 1974;52(3):883–891.
11. Tomatis L, Hilfrich J, Turusov V. The occurrence of tumours in F1, F2 and F3 descendants of BD rats exposed to N-nitrosomethylurea during pregnancy. Int J Cancer. 1975;15(3):385–390.
12. Tomatis L. The IARC Program on the Evaluation of the Carcinogenic Risk of Chemicals to Man. Ann NY Acad Sci. 1976;271:396–409.
13. Montesano R, Tomatis L. Legislation concerning chemical carcinogens in several industrialized countries. Cancer Res. 1977;37(1):310–316.
14. Tomatis L, Ponomarkov V, Turusov V. Effects of ethylnitrosourea administration during pregnancy on three subsequent generations of BDVI Rats. Int J Cancer. 1977;19(2):240–248.
15. Tomatis L, Agthe C, Bartsch H, Huff J, Montesano R, Saracci R, et al. Evaluation of the carcinogenicity of chemicals: a review of the Monograph Program of the International Agency for Research on Cancer (1971 to 1977). Cancer Res. 1978;38(4):877–885.
16. Tomatis L. The predictive value of rodent carcinogenicity tests in the evaluation of human risks. Annu Rev Pharmacol Toxicol. 1979;19:511–530.
17. Tomatis L. Prenatal exposure to chemical carcinogens and its effect on subsequent generations. Natl Cancer Inst Monogr. 1979;51:159–184.
18. Tomatis L, Cabral JR, Likhachev AJ, Ponomarkov V. Increased cancer incidence in the progeny of male rats exposed to ethylnitrosourea before mating. Int J Cancer. 1981;28(4):475–478.
19. Bartsch H, Tomatis L. Comparison between carcinogenicity and mutagenicity based on chemicals evaluated in the IARC Monographs. Environ Health Perspect. 1983;47:305–317.
20. Tomatis L. The contribution of the International Agency for Research on Cancer to the prevention of cancer. Ann Ist Super Sanita. 1985;21(4):435–438.
21. Tomatis L. Relation between mutagenesis, carcinogenesis and teratogenesis—experience from the IARC Monographs Programme. Prog Clin Biol Res. 1986;209B:3–12.
22. Tomatis L. Overview of perinatal and multigeneration carcinogenesis. IARC Sci Publ. 1989;96:1–15.
23. Tomatis L, Aitio A, Wilbourn J, Shuker L. Human carcinogens so far identified. Jpn J Cancer Res. 1989;80(9):795–807.
24. Tomatis L, Turusov VS, Cardis E, Cabral JP. Tumour incidence in the progeny of male rats exposed to ethylnitrosourea before mating. Mutat Res. 1990;229(2):231–237.
25. Tomatis L, Narod S, Yamasaki H. Transgeneration transmission of carcinogenic risk. Carcinogenesis. 1992;13(2):145–151.
26. Yamasaki H, Loktionov A, Tomatis L. Perinatal and multigenerational effect of carcinogens: possible contribution to determination of cancer susceptibility. Environ Health Perspect. 1992;98:39–43.
27. Tomatis L. Transgeneration carcinogenesis: a review of the experimental and epidemiological evidence. Jpn J Cancer Res. 1994;85(5):443–454.
28. Tomatis L. Limitations and inconsistencies in the approaches to cancer prevention. Teratog Carcinog Mutagen. 1995;15(6):277–282.
29. Tomatis L, Huff J, Hertz-Picciotto I, Sandler DP, Bucher J, Boffetta P, et al. Avoided and avoidable risks of cancer. Carcinogenesis. 1997;18(1):97–105.
30. Tomatis L. Poverty and cancer. IARC Sci Publ. 1997;138:25–39.
31. Tomatis L. Etiologic evidence and primary prevention of cancer. Drug Metab Rev. 2000;32(2):129–137.
32. Tomatis L, Melnick RL, Haseman J, Barrett JC, Huff J. Alleged ‘misconceptions' distort perceptions of environmental cancer risks. FASEB J. 2001;15(1):195–203.
33. Tomatis L. The IARC Monographs Program: changing attitudes towards public health. Int J Occup Environ Health. 2002;8(2):144–152.
34. Tomatis, L.; Huff, J. Evolution of research on cancer etiology. In: Coleman WB, Tsongalis GJ., editors. The Molecular Basis of Human Cancer: Genomic Instability and Molecular Mutation in Neoplastic Transformation. Totowa, NJ: Humana Press Inc; 2002. pp. 189–201.
35. Tomatis L. Primary prevention of cancer in relation to science, sociocultural trends and economic pressures. Scand J Work Environ Health. 2005;31(3): 227–232.
36. Gennaro V, Tomatis L. Business bias: how epidemiologic studies may underestimate or fail to detect increased risks of cancer and other diseases. Int J Occup Environ Health. 2005;Oct-Dec;11.
37. Tomatis L. Identification of carcinogenic agents and primary prevention of cancer. Ann N Y Acad Sci. 2006;1076:1–14.
38. Tomatis L. Experimental chemical carcinogenesis: fundamental and predictive role in protecting human health in the 1930s–1970s. Eur J Oncol. 2006;11(1):5–13.
39. Huff J, Lunn RM, Waalkes MP, Tomatis L, Infante PF. Cadmium-induced cancers in animals and in humans. Int J Occup Environ Health. 2007;13(2):202–212.
40. Tomatis L. Path and difficulties of etiological research and of research in chemotherapy (in Italiano). Epidemiol Prev. 2007;31(4):175–178.